# 脱アナ大作戦
『脱アナ大作戦』（だつアナだいさくせん）は、名古屋テレビ（メ〜テレ）で放送されていた地上デジタル放送関連の広報番組である。

## 概要
視聴者に地上デジタル放送の概要と魅力・楽しさ・便利さを伝えていたミニ番組シリーズで、第4シリーズまで制作された。第3シリーズまではメ〜テレのアナウンサーたちが出演していた。
番組タイトルにある「脱アナ」とは「脱アナログ」を略した言葉である。第3シリーズまではタイトルロゴ（オープニング中に表示）の下に "Escape from the Analogue life" と記されており、これを直訳すると「アナログ生活からの脱出」、すなわち「脱アナログ」という意味になる。
いずれもハイビジョン制作番組で、アナログ放送ではレターボックス形式で放送されていた。また、文字多重放送を実施していた。

## 脱アナ大作戦2
ワンセグなどに詳しくない大嶽まどかが様々な場面で困ったり悩んだりしているところを、山田泰三が手助けするというストーリーで進行。他に高山香織も出演していたが、彼女はストーリーには直接関与せず、地上デジタル放送推進大使としてワンセグなどの機能を説明する役割を担っていた。

## 脱アナ大作戦3
2007年8月13日から2008年5月11日まで放送。
怒りっぽい舅（しゅうと）に扮した倉橋友和ととぼけた新妻に扮した鈴木しおりが、液晶テレビの置かれた居間で地上デジタル放送の機能を紹介するという内容で放送。他に、『2』から引き続き高山香織が出演していた。ナレーターは佐藤裕二が務めていた。
本番組の終了後、下記の第4シリーズがスタートするまで『脱アナ大作戦』シリーズはしばらく休止状態に入り、替わって2008年5月15日から同年10月4日までDpa制作の『ザ・たっちの地デジのは・て・な!』が放送されていた。第4シリーズの開始後、『地デジのは・て・な!』は東海テレビでの不定期放送へ移行した。

## 脱アナ大作戦（第4シリーズ）
2008年10月9日から2011年3月30日まで放送。
内容自体は基本的に民放連制作の『地デジ・インフォマーシャル』（出演者：山崎バニラ）の流用だったが、画面右上には「脱アナ大作戦」のロゴを表示していた。